# Clitocybe truncicola

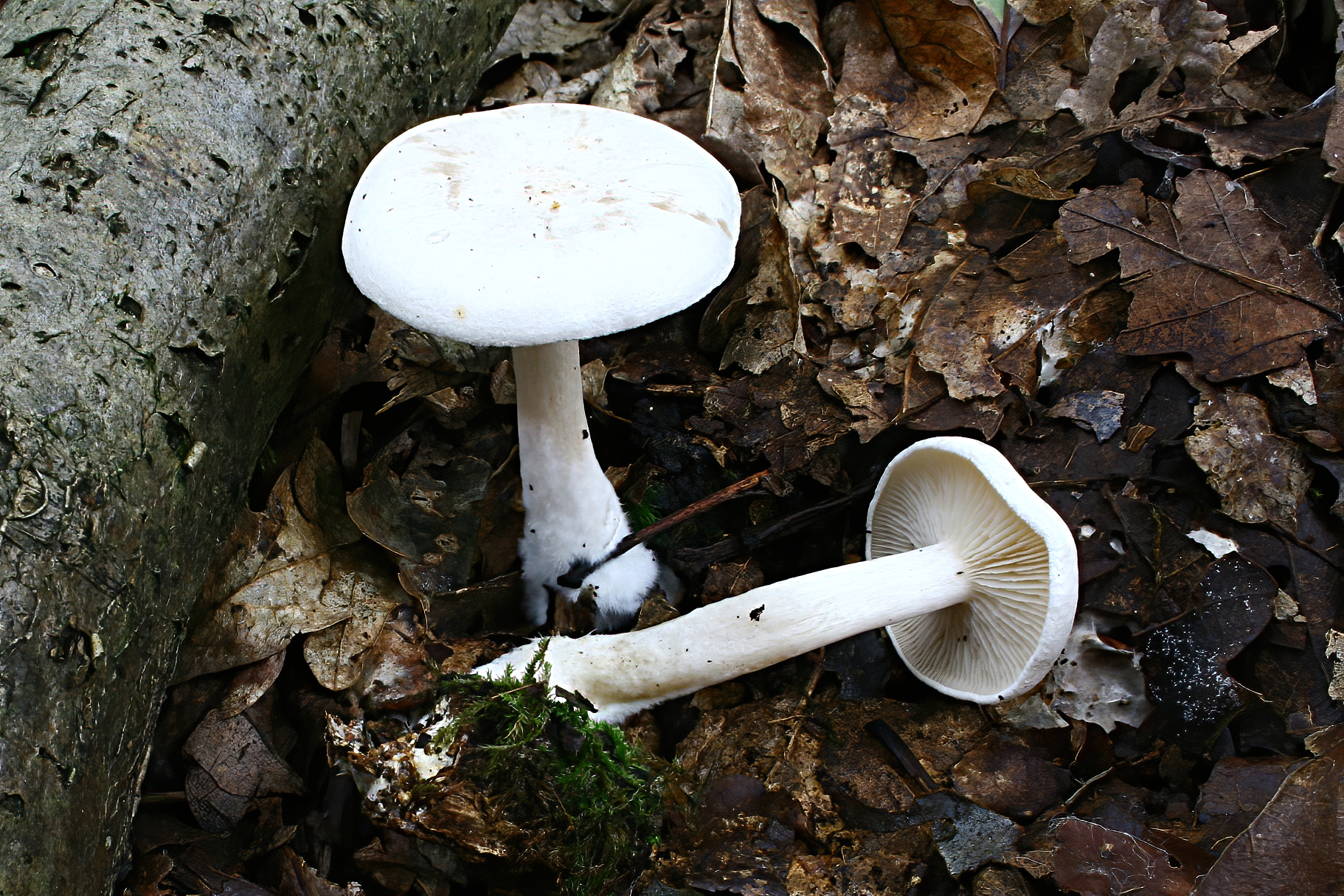

Clitocybe truncicola (Peck) Sacc. – gatunek grzybów z rzędu pieczarkowców (Agaricales).

## Systematyka i nazewnictwo
Pozycja w klasyfikacji według Index Fungorum: Clitocybe, Incertae sedis, Agaricales, Agaricomycetidae, Agaricomycetes, Agaricomycotina, Basidiomycota, Fungi.
Po raz pierwszy takson ten opisał w 1863 r. Charles Horton Peck, nadając mu nazwę Agaricus trucicola. Obecną nazwę nadał mu Pier Andrea Saccardo w 1887 r.

## Morfologia
Kapelusz
Średnica 1–5(6,5) cm, początkowo szeroko wypukły z podwiniętym brzegiem, potem rozszerzający się do szeroko i lekko wklęsłego z prostym, falistym brzegiem. Powierzchnia błyszcząca, miejscami delikatnie włóknisto-łuseczkowata, rzadko pomarszczona, biaława, różowawo-płowa, różowawo-brązowa, czasami na środku lekko żółtawo wodnista, w stanie wilgotnym całkowicie biaława, z wiekiem lekko płowa do beżowej.
Blaszki
Przyrosłe do krótko zbiegających, wąskie, do 3–5 mm szerokości, nie rozwidlone ani nie poprzeplatane, gęste lub dość gęste, białawe, żółtawe kremowe do bladoróżowych.
Trzon
Wysokość 1–3(5) cm, grubość 0,15–1(1,5) cm, czasami ekscentryczny, smukły, równy lub lekko rozszerzony i często zakrzywiony u podstawy, początkowo pełny, potem watowaty, a następnie pusty. Powierzchnia lekko oprószona na wierzchołkowi, lekko włóknista przy podstawie, początkowo bladokremowa, potem różowawo-płowa, bladobeżowa do brązowawej, z grzybnią u podstawy, z ryzomorfami lub bez.
Miąższ
Cienki, jędrny, biały, białawy do szarawego. Zapach i smak słaby, subtelnie kwaśny.
Wysyp zarodników
Biały, rzadko jasnokremowy.
Cechy mikroskopowe
Podstawki z 4 sterygmami, 12–23(26) x 3,5–5(6) µm. Zarodniki kuliste do szeroko elipsoidalnych, gładkie, nieamyloidalne, cyjanofilne, 3,5–4,5(5) x 2,53,5(4) µm. Cystyd w hymenium brak, strzępki ze sprzążkami.
Gatunki podobne
Jest to jedyna mała biała lejkówka rosnąca na drewnie. Oprócz siedliska jej charakterystycznymi cechami są małe podstawki, białawe zarodniki i często zakrzywiony trzon. Ossicaulis lignatilis ma twardy trzon, i drewnopodobny miąższ, silny ogórkowy zapach, nieco dłuższe zarodniki i włoski z kilkoma koralopodobnymi strzępkami.

## Występowanie i siedlisko
Znane jest występowanie Clitocybe truncicola w Ameryce Północnej, Europie i Azji. Brak go w opracowanym w 2003 r. przez Władysława Wojewodę wykazie wielkoowocnikowych grzybów podstawkowych Polski, ale został znaleziony w późniejszych latach.
Nadrzewny grzyb saprotroficzny występujący na spróchniałym, twardym drewnie, kłodach i pniakach.